# Мэри и Марта
«Мэри и Марта» (англ. Mary and Martha) — телефильм 2013 года режиссёра Филлипа Нойса с участием Хилари Суонк и Бренды Блетин, по сценарию Ричарда Кёртиса.

## Сюжет
Американку Мэри (Хилари Суонк) и британку Марту (Бренда Блетин) объединяет общее горе — у обеих сыновья умерли в Африке от малярии.
Мэри — мать, которая опекает своего сына Джорджа сверх меры. После того, как она узнала, что над ним измываются одноклассники, она решает забрать мальчика из школы и отправиться с ним в длительное путешествие в Африку. После укуса малярийного комара Джордж умирает. После похорон, переживая сильнейшее горе, Мэри решает вернуться в Африку. Там она знакомится с Мартой, чей 24-летний сын Бен (Сэм Клафлин) преподавал в сиротском приюте в Мозамбике и также умер от малярии. У обеих это были единственные дети. Женщины принимают решение начать борьбу с болезнью, которая, по оценкам ВОЗ, только в 2010 году убила 600 тыс. людей, большинство из которых — африканские дети. Марта остается в Африке и начинает работать в приюте, в котором до этого работал её сын, а Мэри уезжает в США, где пытается достучаться до Конгресса.

## В ролях
| Актёр              | Роль                |
| ------------------ | ------------------- |
| Хилари Суонк       | Мэри                |
| Бренда Блетин      | Марта               |
| Люкс Хэйни-Джардин | Джордж              |
| Бонго Мбутума      | Пумелеле            |
| Нокутхула Ледваба  | Микаела             |
| Джеймс Вудс        | Том                 |
| Сэм Клафлин        | Бен                 |
| Йен Редфорд        | Чарльз              |
| Кагисо Легида      | Куми                |
| Сифисо Сихланги    | малыш Пол           |
| Зетху Дломо        | Пейшнс              |
| Мелисса Понцио     | Элис                |
| Беа Миллер         | певица на похоронах |
| Питер Юрасик       | пастор              |

## Критика
Отзывы критиков на фильм были положительными. Брайан Лоури из ведущего американского еженедельника, освещающего события в мире шоу-бизнеса, Variety, «почувствовал, что Мэри и Марта возвращает к тому времени, когда рассказывались маленькие великие истории, что, возможно, и не было достаточно коммерческим […] Признаюсь, у Кёртиса достигнуть правильных вещей очень легко, но в наш циничный век есть что-то освежающее в идеализме прошлых лет, даже если фильм зависит от благих намерений Запада принести облегчение Третьему миру».
Нил Генлингер из ежедневной газеты The New York Times написал, что «этот фильм захватывает с первого взгляда», и добавляет «также отвлекает от истории то, что в картине слишком много Мэри и мало Марты. Так много усилий, чтобы показать надоедливый персонаж миссис Суонк и так мало, чтобы раскрыть интересный персонаж героини миссис Блетин. Но сцены, в которых есть обе героини обладают настоящей силой».
Саймон Абрамс из The A.V. Club написал: "Во-первых, герои фильма Мэри и Марта созданы очень качественно. В конце концов, фильм, сделанный для телевидения, это мелодрама о двух матерях, связанных после того, как их сыновья умерли от малярии, и выражающие свою скорбь необычным способом. Сценарист Ричард Кёртис и режиссёр Филлип Нойс сделали все возможное, чтобы, по словам Хилари Суонк «рассказать вам, как это иметь личную причастность к малярии».